# Pérotin
Pour les articles homonymes, voir Pérotin (homonymie).
Pérotin, dit le Grand (magister Perotinus magnus : « maître Pérotin le Grand »), né vers 1160 et mort vers 1230, est un compositeur français, représentatif de l'École de Notre-Dame, à Paris. Il est connu comme un des fondateurs de la musique polyphonique occidentale.
En effet, de 1170 à 1240, les pratiques de cette école musicale, en plein épanouissement sous son magistère, firent évoluer l'interprétation du chant grégorien, genre musical de nature monodique dans lequel le chant à l'unisson alterne fréquemment avec une voix (ou avec un groupe restreint de chantres, également à l'unisson). En intégrant ce chant (pour les solennités seulement) à une polyphonie élaborée et maîtrisée, Pérotin contribua à engager tout l'avenir de la musique européenne.
La notion européenne de polyphonie et sa pratique furent alors créées dans diverses églises de l'ancien Empire de Charlemagne, avant de connaître un premier épanouissement à Notre-Dame de Paris.

## Biographie

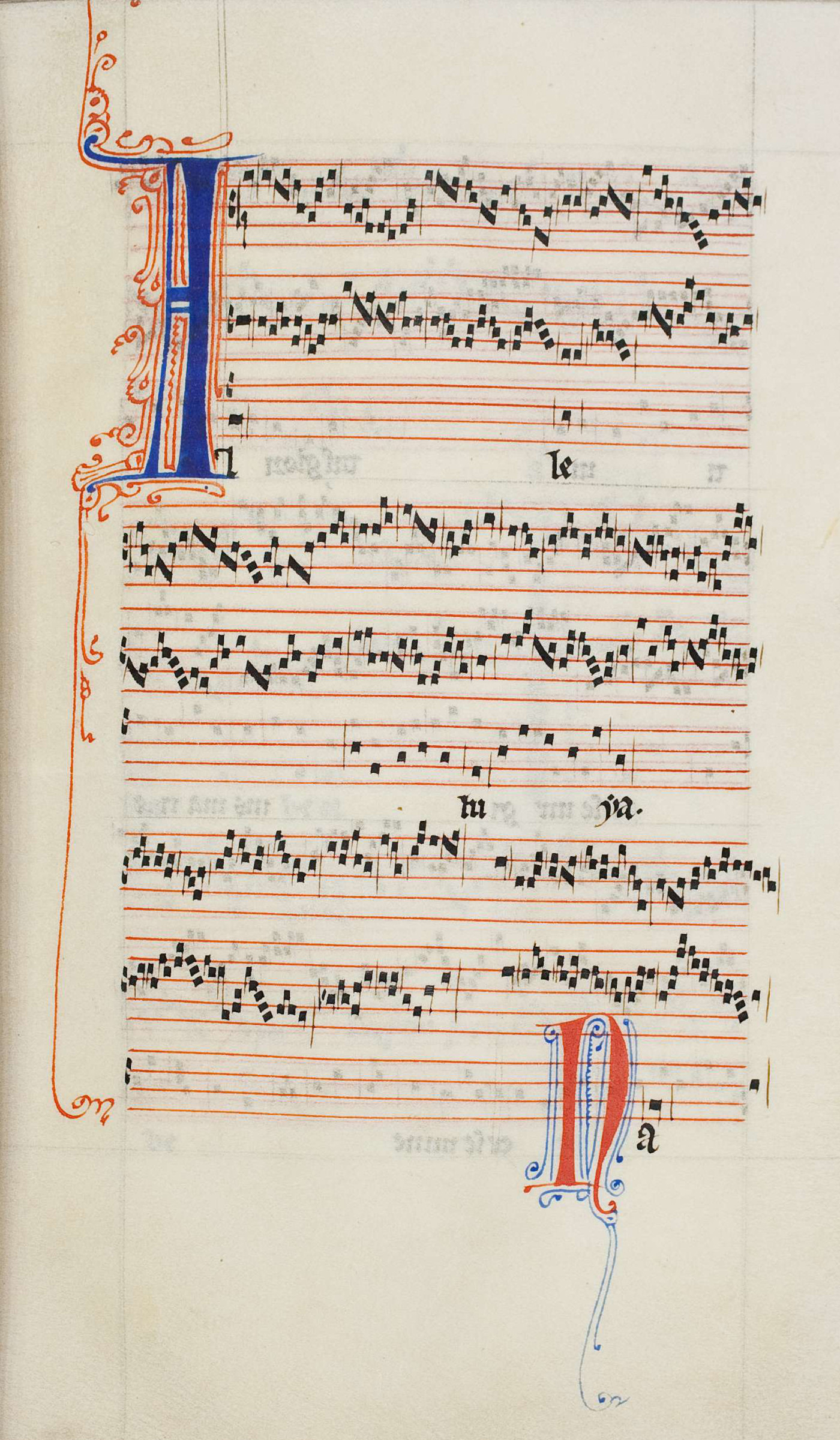
Manuscrit du trope Alleluia nativitas, à 3 voix, de Pérotin, pour la Fête de la Nativité de la Vierge Marie (début).

Au début du XIIIe siècle, c'est en tant que maître de chapelle de Notre-Dame de Paris qu'il révise le Grand Livre d'organum (Magnus liber organi), attribué à son prédécesseur  Léonin (magister Leoninus). Vers 1200, il compose des œuvres à trois ou quatre voix, en déchant, ce qui constitue une étape importante dans le développement de la polyphonie. L'organum n'était jusqu'alors qu'une composition musicale à deux voix, dont la partie secondaire, appelée voix organale, était fixée à la quarte supérieure ou à la quinte inférieure du ténor (la teneur) chantée en grégorien et choisie comme partie principale, puisqu'elle était celle qui « tenait » le chant. Depuis son apparition au XIe siècle, la voix de déchant procède par mouvement contraire (un des principes de base de l'harmonie occidentale).
On connait Pérotin uniquement pour avoir écrit de la musique sacrée. Il a sans doute travaillé avec le théologien, poète et compositeur Philippe le Chancelier, dont il a mis des textes para-liturgiques en musique (par exemple le Beata Viscera : « Entrailles bienheureuses »), aux alentours de 1220.
Il peut peut-être être assimilé à un certain Petrus, auquel cas il aurait appartenu à la hiérarchie de Notre-Dame de 1207 à 1238.
Vers 1275, Pérotin est qualifié de discantor optimus, c'est-à-dire de « meilleur » (ou « excellent ») « déchanteur » (interprète pour le déchant), ce qui le désignait donc comme chantre ou compositeur de déchant (le déchant étant à l'origine improvisé).
Ce que l'on connaît sur Pérotin est issu des notes de cours d'un étudiant anglais, venu à Paris à cette époque et désigné par le musicologue flamand Edmond de Coussemaker, en 1875, sous le nom d'Anonyme IV.
Pérotin reste pour nous le principal représentant de l'École de Notre-Dame.
Dès 1875, certaines de ses compositions ont été reproduites par Edmond de Coussemaker dans son Art harmonique aux XIIe et XIIIe siècles.

## Œuvres
- Viderunt omnes (1199)[4]
- Sederunt principes (1200)[4]
- Alleluia Posui adjutorium
- Alleluia Nativitas
- La Révision du Magnus Liber Organi (1210)[4]
- Dum sigillum summi Patris
- O Maria
- Beata viscera (vers 1220)

## Influences actuelles
Le Sederunt principes de Pérotin est chanté aux matines du sixième jour dans Le Nom de la rose d'Umberto Eco. « Sur la première syllabe Sé, débuta un chœur lent et solennel de dizaines et de dizaines de voix, dans le registre grave, qui emplit la nef et flotta au-dessus de nos têtes, quand elle semblait pourtant surgir du cœur de la terre. ». Dans la réalité il ne pouvait pas y avoir des dizaines et des dizaines de voix, étant donné le caractère assez complexe de la polyphonie, et bien entendu, de la place dont disposaient les chantres dans l'édifice. L'idée de faire chanter un très grand nombre de choristes est née à une époque bien ultérieure (à partir du XIXe siècle essentiellement).
En musique contemporaine, des œuvres de l'américain Steve Reich, comme Proverb, sont directement inspirées des compositions de Pérotin. Son influence est également présente chez un autre compositeur, beaucoup plus spécialisé dans la musique sacrée, l'estonien Arvo Pärt.

## Discographie
- Perotin Viderunt omnes, Veni creator spiritus, Alleluia posui adjutorium, O Maria virgine, Dum sigillum, Isaias cecinit, Alleluia nativitas, Beata viscera, Sederunt principes, The Hilliard Ensemble, dir. Paul Hillier (1988 - ECM New Series 1385)
- École Notre-Dame, Messe de la Nativité de la Vierge, Ensemble Organum, dir. Marcel Pérès (1994 - Harmonia Mundi HMA 1901538)
- Pérotin & l'École de Notre-Dame, 1165-1245 - Ensemble Gilles Binchois, dir. Dominique Vellard (Ambroisie AMB 9947)